# Средня Вас-при-Камнику
Средня Вас-при-Камнику (словен. Srednja vas pri Kamniku) — поселення в общині Камник, Осреднєсловенський регіон, Словенія. Висота над рівнем моря: 427,9 м.

## Демографія
Станом на 1 січня 2022 року населення складало 246 осіб. Густота населення — 153,8 осіб/км². Чоловіків — 117 осіб, жінок — 129 осіб.